# Torrent de l'Arrovinat
El Torrent de l'Arrovinat és un afluent per l'esquerra de l'Aigua de Valls que transcorre íntegrament pel terme municipal de Gósol, al Berguedà.
Neix a la banda de ponent del Coll del Verdet i s'escola en direcció preponderantcap a les 8 del rellotge. Fins als 1.600 msnm el seu curs forma part del Parc Natural del Cadí-Moixeró. A la cota 1.430 travessa la carretera B-400 (de Gósol a Saldes) a escassos 500 m de la rotonda de la sortida de Gósol per, tot seguit, passar a tocar de la banda meridional del Càmping de Gósol. Desguassa a l'Aigua de Valls 150 m. aigües avall del seu naixement.

## Xarxa hidrogràfica
La xarxa hidrogàfica del Torrent de l'Arrovinat, que també transcorre íntegrament pel terme municipal de Gósol, està integrada per dos cursos fluvials que sumen una longitud total de 4.327 m.